# Argininosuccinat-Lyase
Die Argininosuccinat-Lyase (ASL) ist das Enzym, das die Spaltung von Argininosuccinat in Arginin und Fumarat katalysiert. Diese Reaktion findet in allen Lebewesen als letzter Schritt der Arginin-Biosynthese statt, zählt aber auch in Wirbeltieren als Teilschritt des Harnstoffzyklus. Mutationen im ASL-Gen können ASL-Mangel verursachen, einem Harnstoffzyklusdefekt mit Ausscheidung von Argininobernsteinsäure im Urin.
ASL eignet sich aufgrund seiner spezifischen Expression als Laborwert für Lebererkrankungen.

## Katalysierte Reaktion
⇔  + 
Argininosuccinat zerfällt in Fumarat und Arginin.